# Asterionella
Asterionella (Asterionella Hassall) – rodzaj okrzemek z rodziny fragilariowatych. Gatunkiem typowym jest A. formosa. Jeden z częstszych przedstawicieli słodkowodnego fitoplanktonu, czasem tworzący zakwity. Nie będąc typowym składnikiem fitobentosu, uwzględniana w niewielu wskaźnikach okrzemkowych. Komórki promieniście połączone w cenobia (dając wygląd gwiazdy), które pod wpływem warunków środowiskowych mogą zmieniać liczbę modułów lub się rozpadać. Wydłużone, zwykle rozszerzające się główkowato na końcach, jednakobiegunowe lub różnobiegunowe. Skorupki cienkie, brak wstawek i przegródek. Poprzeczne prążki delikatne, bez żeber. Przedstawiciele występują w wodach różnych części świata, z przewagą stref umiarkowanych. Wśród nich są zarówno umiarkowane acydofile (Asterionella ralfsii), jak i umiarkowane alkalifile (Asterionella gracillima). W polskiej florze powszechna A. gracillima, dość częsta również A. formosa.
Na asterionellach pasożytują skoczkowce Rhizopydium planktonicum.